# 名古屋豊田道路
名古屋豊田道路（なごやとよたどうろ）とは、名古屋第二環状自動車道 植田ICから、豊田市に至る国道153号（豊田西バイパス）上に計画されている地域高規格道路（国道153号バイパス）である。

## 指定・計画
1994年（平成6年）12月16日、候補路線に指定された。
自動車専用道路として計画されている。